# 将棋倒し
将棋倒し（しょうぎだおし）とは、
- 将棋の駒を使った遊び。→#遊びとしての将棋倒し
- 上記の表現を比喩に使った多数の群集が連鎖的に転倒する事故。→#事故としての将棋倒し

## 遊びとしての将棋倒し
将棋の駒を用いた遊びの一つ。
将棋の駒を立てて並べ、1枚を倒すと隣の駒にぶつかって隣の駒が倒れ、続いてその隣の駒が倒れるというように、連鎖的に駒が倒れていくようにして遊ぶ。同様の遊びとしてはドミノ倒しがある。

## 事故としての将棋倒し

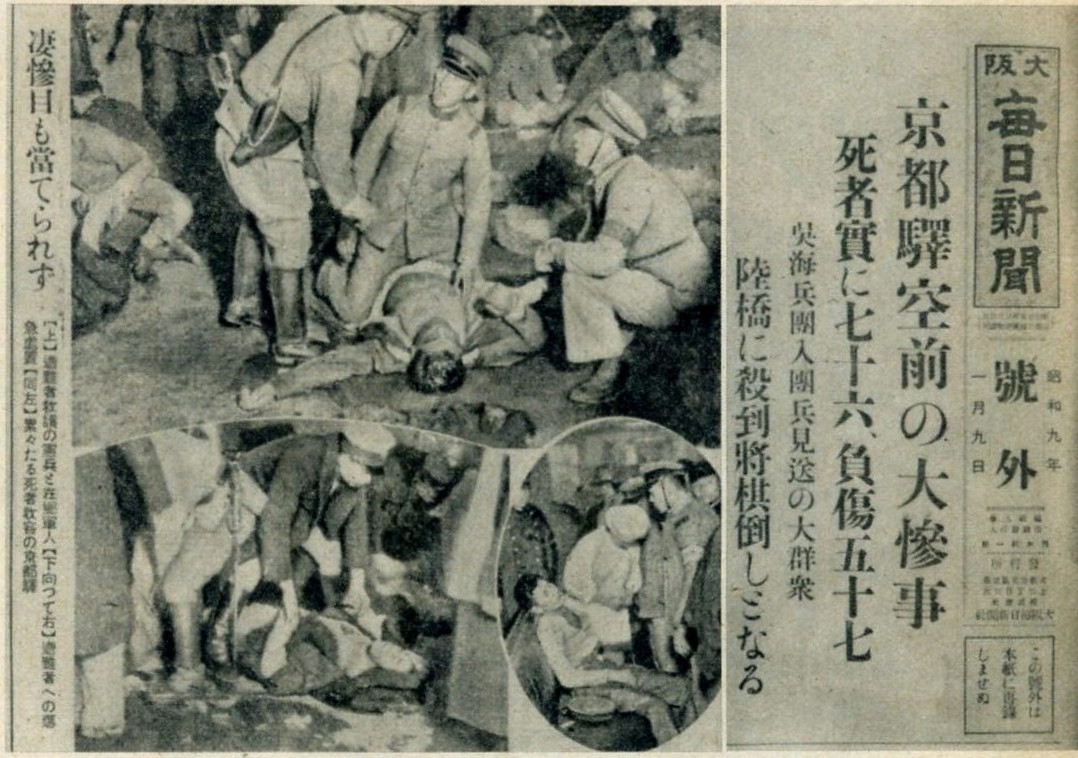
将棋倒しを伝える新聞記事（京都駅跨線橋転倒事故)

雑踏の中で一人または数人がバランスを崩して倒れたことによって、周辺の者が連鎖的に転倒する事故である。次々と連鎖的に人が倒れる様が遊びの「将棋倒し」に似ていることから、上記の事故に対する慣用的な呼称となった。多くの人が係わることによって発生・被害が拡大する群集事故の一種である。
14世紀に記された『太平記』中に、楠木正成が千劔破（ちはや）城（千早城）の上から大木を落下させて、敵の軍勢を退けた逸話が紹介されている。その記述に「将棋倒しをするごとく」との表現があり、文献上ではこれが初出とされる。また『平家公達草紙』にも、権力者が次々と失脚するさまを「将棋倒し」と表現した部分があり、こちらが初出の可能性もある（後世になって「将棋倒し」の表現が追加されたとも考えられている）。
階段等の段差部で発生しやすく、段差のある場所で発生した場合、死者が出る大事故になる危険性が高い。転落による衝撃が大きいこと、高低差により下にいる場合は上方の転落者の体重を累積的に受けること、段差の角に体をぶつけること等が原因である。平地で発生した場合でも、単独での転倒とは異なり、以下の要因から重大な被害が発生してしまう。
1. 雑踏で発生するため転倒時に受身を取ることが困難である。
2. 身動きが取れないほどの雑踏であった場合には、無理な姿勢での転倒となってしまう。
3. 強い力で押し倒される。
4. 転倒した複数人の体重が累積的に体に作用し強い圧迫を受ける。
5. 転倒後に体勢を立て直すことが困難であり、長時間無理な姿勢で圧迫を受け続ける。
6. 雑踏で発生するため、救援に時間がかかる。
7. 次々に人が倒れるため避難が難しくなる。

なお、人の密度が中密度で起きやすく転倒が線状に起こるものを「将棋倒し」、超過密状態で起き転倒が塊状に拡大するものを「群衆雪崩」と区別する考え方もある。

### 日本将棋連盟からの抗議
2001年7月21日に、兵庫県明石市のJR朝霧駅前歩道橋で花火大会の見物客11人が死亡し、247人の負傷者を出す将棋倒し事故（明石花火大会歩道橋事故）が発生した際、4日後の7月25日付けで日本将棋連盟が報道機関に対し「将棋倒し」の表現は「誠に不適切な使い方である」として、事故などの報道でこの言葉の使用をやめるよう要望書を出した。
これを受けて、複数の新聞社が明石市の事故についての当時のその後の見出しでこの用語を使わなかった。読売テレビの道浦俊彦によれば、新聞各社が将棋タイトル戦のスポンサーになっていることが影響したとも考えられる。